# Чемпионат Европы по плаванию в ластах 1975
8-й чемпионат Европы по плаванию в ластах прошёл во французском городке Виттель с 25 по 31 августа 1975 года.

## Медалисты

### Мужчины
| Дисциплина         | Золото                                                                    | Золото   | Серебро                                         | Серебро  | Бронза                                          | Бронза   |
| ------------------ | ------------------------------------------------------------------------- | -------- | ----------------------------------------------- | -------- | ----------------------------------------------- | -------- |
| 50 м, ныряние      | С. Копайгородский · СССР                                                  | 17.50    | Шаварш Карапетян · СССР                         | 18.00    | Т. Борхерт · ГДР                                | 18.90    |
| 100 м, в ластах    | Михаил Крюков · СССР                                                      | 43.33    | Олег Соловьёв · СССР                            | 44.30    | Б. Крогуэннес · Франция                         | 45.17    |
| 200 м, в ластах    | Владимир Андреев · СССР                                                   | 1:36.17  | Олег Соловьёв · СССР                            | 1:37.43  | Б. Крогуэннес · Франция                         | 1:38.69  |
| 400 м, в ластах    | Владимир Андреев · СССР                                                   | 3:27.82  | Олег Соловьёв · СССР                            | 3:33.50  | Б. Крогуэннес · Франция                         | 3:33.80  |
| 800 м, в ластах    | Владимир Андреев · СССР                                                   | 7:25.74  | Юри Краветс · СССР                              | 7:30.87  | В. Вагнер · ГДР                                 | 7:38.77  |
| 1500 м, в ластах   | Владимир Андреев · СССР                                                   | 14:12.42 | Юри Краветс · СССР                              | 14:22.64 | В. Вагнер · ГДР                                 | 14:47.59 |
| 100 м, в акваланге | Шаварш Карапетян · СССР                                                   | 39.80    | Валерий Сучков · СССР                           | 40.40    | Т. Борхерт · ГДР                                | 43.90    |
| 400 м, в акваланге | Валерий Сучков · СССР                                                     | 3:21.50  | Шаварш Карапетян · СССР                         | 3:23.10  | А. Мюллер · ГДР                                 | 3:38.90  |
| 800 м, в акваланге | Шаварш Карапетян · СССР                                                   | 37:10.00 | Валерий Сучков · СССР                           | 7:22.90  | В. Мусс · ГДР                                   | 7:36.50  |
| эстафета 4×100 м   | С. Копайгородский · Михаил Крюков · Олег Соловьёв · Валерий Сучков · СССР | 2:54.93  | Т. Борхерт · А. Мюллерт · В. Мусс · Элерс · ГДР | 3:01.76  | Пьеве · Брюне · Айни · Б. Крогуэннес · Франция  | 3:07.02  |
| эстафета 4×200 м   | Валерий Сучков · Михаил Крюков · Олег Соловьёв · Владимир Андреев · СССР  | 6:32.70  | Элерс · Патцольд · Т. Борхерт · В. Вагнер · ГДР | 6:45.80  | Менге · Брюне · Пьеве · Б. Крогуэннес · Франция | 6:51.80  |

### Женщины
| Дисциплина          | Золото                                                                 | Золото   | Серебро                                                     | Серебро  | Бронза                            | Бронза   |
| ------------------- | ---------------------------------------------------------------------- | -------- | ----------------------------------------------------------- | -------- | --------------------------------- | -------- |
| 25 м, ныряние       | Ирина Бурая · СССР                                                     | 9.60     | Ирина Авдеева · СССР                                        | 9.80     | Уте Пельц · ГДР                   | 10.20    |
| 100 м, в ластах     | Г. Вейдеманн · ГДР                                                     | 49.75    | Ирина Авдеева · СССР                                        | 50.11    | Уте Пельц · ГДР                   | 51.42    |
| 200 м, в ластах     | Сабина Петерс · ГДР                                                    | 1:50.64  | Г. Вейдеманн ФРГ                                            | 1:50.91  | И. Целовальникова · СССР          | 1:51.53  |
| 400 м, в ластах     | Сабина Петерс · ГДР                                                    | 3:53.40  | Светлана Баусова · СССР                                     | 3:53.90  | Анке Яудзимс · ГДР                | 3:56.80  |
| 800 м, в ластах     | Анке Яудзимс · ГДР                                                     | 8:04.73  | Сабина Петерс · ГДР                                         | 8:07.73  | Светлана Баусова · СССР           | 8:08.97  |
| 1500 м, в ластах    | Сабина Петерс · ГДР                                                    | 15:42.97 | Светлана Баусова · СССР                                     | 15:44.22 | А. Алерт · ГДР                    | 16:06.27 |
| 100 м, с аквалангом | Ирина Авдеева · СССР                                                   | 45.80    | Ирина Бурая · СССР                                          | 46.70    | Уте Пельц · ГДР                   | 49.40    |
| 400 м, с аквалангом | Татьяна Гершевич · СССР                                                | 3:42.60  | Ирина Бурая · СССР                                          | 3:42.80  | Анке Яудзимс · ГДР                | 4:07.00  |
| эстафета 4×100 м    | Ирина Авдеева · Ирина Бурая · Татьяна Гершевич · Целовальникова · СССР | 3:22.71  | Д. Шрайбер · Анке Яудзимс · Уте Пельц · Сабина Петерс · ГДР | 3:23.38  | Рутер Бек Вейман Г. Вейдеманн ФРГ | 3:28.11  |